# Fjarðafestivalurin
A Fjarðafestivalurin egy keresztény könnyűzenei fesztivál a feröeri Skálabotnurban. Először 2006 augusztusában rendezték meg az eseményt, amelyen külföldi és hazai előadók is fellépnek.
A május 31. és június 6. között megrendezett 2010-es fesztivál legnevesebb vendégei a Korn korábbi gitárosa, Brian Head Welch, valamint Brenton Brown voltak (mindketten az Egyesült Államokból), de a feröeri keresztény könnyűzene képviselői is felléptek. Koncertek mellett vallási és zenei témájú előadások is színesítik a programkínálatot.